# Памятник Муравьёву-Амурскому (Благовещенск)
Памятник Муравьёву-Амурскому в Благовещенске — памятник генерал-губернатору Восточной Сибири Николаю Николаевичу Муравьёву-Амурскому в Благовещенске, открытый в 1993 году.

## Закладка
В 1990 году в Благовещенске начали сбор средств на сооружение памятника графу Н. Н. Муравьеву-Амурскому.
17 июля 1991 года провели торжественную закладку памятника и начали работы по его сооружению.
Автором памятника является известный амурский скульптор, художественный руководитель студии художников им. В. В. Верещагина при УВД по Амурской области Николай Леонтьевич Карнабеда. Он создал модель памятника, который отлили в бронзе на одном из заводов в городе Белогорске.

## Открытие памятника
17 июля 1993 года, в дни празднования 135-летия города, в Благовещенске на набережной Амура состоялось торжественное открытие памятника графу Н. Н. Муравьеву-Амурскому. На церемонии открытия в качестве почётного гостя присутствовал вице-президент РФ Александр Руцкой.

## Реконструкция памятника
12 мая 2011 года памятник был демонтирован с Краснофлотской улицы Благовещенска, а 26 мая 2011 года возвращен на прежнее место и установлен на новый постамент.
По сообщениям местной прессы, «когда монумент снимали, не обошлось без происшествий — у графа сломалась нога. Небольшую трещину списали на старость и заделали».
В октябре 2014 года, в ходе реконструкции набережной реки Амур, памятник был перенесён на 40 метров южнее, чтобы гармоничнее вписаться в изменённый городской ландшафт.

## Описание памятника
Статуя Н. Н. Муравьева-Амурского высотой 3 м. выполнена из бронзы.
Первоначально постамент памятника был выполнен из бетона, прямоугольной формы, облицован гранитом. С 2011 г. заменён на новый постамент из зелёного гранита круглой формы.
На постаменте надпись: «Николай Николаевич Муравьев-Амурский 1809—1881». В левой руке губернатор держит свиток, в котором говорится о принадлежности к России левобережья Амура.